# ریکی سیکس
ریکی سیکس (انگلیسی: Rikki Six؛ زادهٔ ۱۸ دسامبر ۱۹۹۰) بازیگر پورنوگرافی اهل ایالات متحده آمریکا است.